# Christian Weißbach
Christian Weißbach (* 28. März 1906 in Heinrichsort; † 24. März 1962) war ein deutscher Ingenieur. Er war Oberbauleiter des Bodewerkes.

## Leben
Weißbach wurde im sächsischen Heinrichsort als Sohn eines Lehrers geboren. Die Volksschule besuchte er in Raußlitz, das Gymnasium in Zwickau. Anschließend studierte Weißbach von 1925 bis 1930 an der Technischen Hochschule in Dresden. 1931 bis 1934 absolvierte er die zweite Staatsprüfung für den höheren technischen Dienst im Straßen-, Wasser- und Eisenbahnfach. Anschließend war er zunächst in Sachsen, später beim Provinzialverband Pommern-Stettin als Projektant, Bauleiter und in der technischen Verwaltung in den Bereichen Wasser- und Straßenbau tätig. In dieser Zeit trat er der NSDAP bei. 1943 wurde Weißbach zum Kriegsdienst eingezogen. Nach Kriegsende verdiente er sich zunächst sein Geld als freischaffender Ingenieur im Bau- und Wasserwesen. 1949 wurde er im Amt für Wasserwirtschaft angestellt und erwarb sich Erfahrungen beim Talsperrenbau im Erzgebirge beim Bau der Talsperre Sosa und der Talsperre Cranzahl. Ab 1952 war er als Oberbauleiter am Bodewerk tätig. Im Jahr der Fertigstellung dieser Talsperre, 1959, erhielt Weißbach für seine ingenieurtechnische Leitung zusammen mit anderen Kollegen den Nationalpreis der DDR III. Klasse auf dem Gebiet der Technik und Wissenschaft.
Weißbach promovierte am 16. Dezember 1954 zum Dr.-Ing. an der Technischen Hochschule Dresden mit der Dissertation Beherrschung von Speicherung und Abfluß bei natürlichen und künstlichen Becken nach einem neuen Untersuchungsverfahren.
Seit 1958 war er für die LDPD, der er seit 1945 angehörte, Mitglied der Volkskammer der DDR.
Mit Wirkung vom 1. Februar 1962 wurde Christian Weißbach zum Professor mit vollem Lehrauftrag für Wasserbau an der Hochschule für Bauwesen in Leipzig ernannt. Er starb auf einer Fahrt zu seiner Antrittsvorlesung kurz vor Vollendung seines 56. Lebensjahres.

## Werke
- Wie der Mensch das Wasser bändigt und beherrscht
- Wie der Mensch das Wasser beherrscht, Leipzig/Jena 1959